# Amda Seyon I
Amda Seyon (ook Amde Tsiyon en andere varianten, Ge'ez schrift ዐ ም ደ ፡ ጽ ዮ ን ʿamda ṣiyōn, Amhaars āmde ṣiyōn, "pijler van Zion") was keizer van Ethiopië (1314-1344), troonnaam Gebre Mesqel, Ge'ez schrift ገ ብ ረ ፡ መ ስ ቀ ል gabra masḳal, Amhaars Gebre mesḳel, "slaaf/dienaar van het kruis"), en een lid van de Salomonische dynastie. Edward Ullendorff, een Brits linguïst en Ethiopië-kenner, schreef het volgende over hem: "Amde Tseyon was one of the most outstanding Ethiopian kings of any age and a singular figure dominating the Horn of Africa in the fourteenth century." ("Amde Tseyon was een van de meest opvallende Ethiopische koningen van eender welke tijd en een unieke figuur die de Hoorn van Afrika in de veertiende eeuw domineerde.") Met zijn veroveringen van islamitische grensgebieden breidde hij het Ethiopische grondgebied en machtsbereik in de regio uit, dat nog verscheidene eeuwen na zijn dood zouden worden behouden. Amda Seyon bevestigde de macht van de onlangs (1270) gevestigde Salomonische dynastie en wist ze aldus ook te legitimeren. Deze expansie zorgde verder voor de verspreiding van het christendom in grensgebieden, waarmee een lange periode van bekeringen en kerstening van voormalige grensgebieden begon.

## Afkomst
Moderne geleerden menen dat er voldoende bewijs is om aan te tonen dat Amda Seyon de zoon van Wedem Arad was. Toen een afvaardiging van de monniken onder leiding van Basalota Mikael hem echter van incest beschuldigden omwille van zijn huwelijk met keizer Wedem Arads concubine Zan Margesa en dreigden hem te excommuniceren, beweerde hij de biologische zoon van de broer van de keizer Qidm Asagid te zijn; deze verklaring kan haar oorsprong hebben gevonden in de roddels aan het hof. Wat er ook van aan moge zijn, de keizerlijke geschiedenis bekend als de Parijse Kroniek vermeldt dat hij zijn woedde bekoelde op een van zijn aanklager, abt Anorewos van Segaja, door hem te slaan en de andere geestelijke naar Dembiya en Begemder liet verbannen.
Het is niet bekend hoe Amda Seyon keizer werd, maar er zijn een paar aanwijzingen te vinden dat hij mogelijk betrokken zou zijn geweest bij de opvolgingsstrijd tegen Wedem Arad.

## Leger
Het leger van keizer Amda Seyon vertoonde opvallende gelijkenissen met de organisatie van het leger ten tijde van het antieke koninkrijk Aksum. Het bestond uit twee delen: het eerste, het centrale leger, was uiterst efficiënt en nauw verbonden met het Keizerlijke Hof, het tweede was een veel grotere groep bestaande uit lokale milities die in tijden van lokale crisissen konden worden ingezet. Deze lokale eenheden zouden, net zoals in antieke Aksum, een afzonderlijke eenheid vormen en samen strijden, waarbij ze hun lokale karakter behielden en werden opgedeeld in kleinere eenheden, elk onder leiding van een lokale heerser. Hoewel deze lokale eenheden grotendeels buiten de directe controle van de keizer vielen, zou onder Amda Seyon zijn regering, de controle van de keizer over de contingenten van zijn vazallen toenemen. Dit zou zo blijven tot aan de invasie van Ibrihim Ahmad ibn al-Ghazi in de 16e eeuw.
Het centrale leger was onderverdeeld in onafhankelijke regimenten, met elk hun eigen gespecialiseerde naam, zoals Qasta-Nehb, Hareb Gonda, en Tekula. De onafhankelijke regimenten streefden naar de gunst van de koning, die hen vanaf hun kindertijd had "grootgebracht" en "gevoed". De regimenten werden geleid door een trouwe commandant die rechtstreeks verantwoording verschuldigd was aan Amda Seyon. Zijn eigen zoon, Saf-Asegid, had het commando over een van deze divisies, evenals Amda Seyons zwager. Bovendien wordt de commandant van Qasta-Nehb, Simishehal, samen met zijn collega Inze-Aygeb, omschreven als de "meest geliefde" officieren van de keizer, die bedroefd was toen hij het nieuws over hun verwondingen opgelopen in de slag bij Hagära vernam.

## Handel en cultuur
De handel bloeide op onder de regering van Amda Seyon. Archeologisch onderzoek in de schatkamers van Ethiopische kerken en kloosters hebben munten, textiel en andere materialen aan het licht gebracht die wijzen op het bestaan van handel met het Byzantijnse Rijk. Taddesse Tamrat merkt op dat Amda Seyon ook een uit een christelijk gezin in Damascus afkomstige Syrische secretaris had, die hem hielp op de hoogte te blijven van de gebeurtenissen in het Midden-Oosten.